# Shannon Barnett

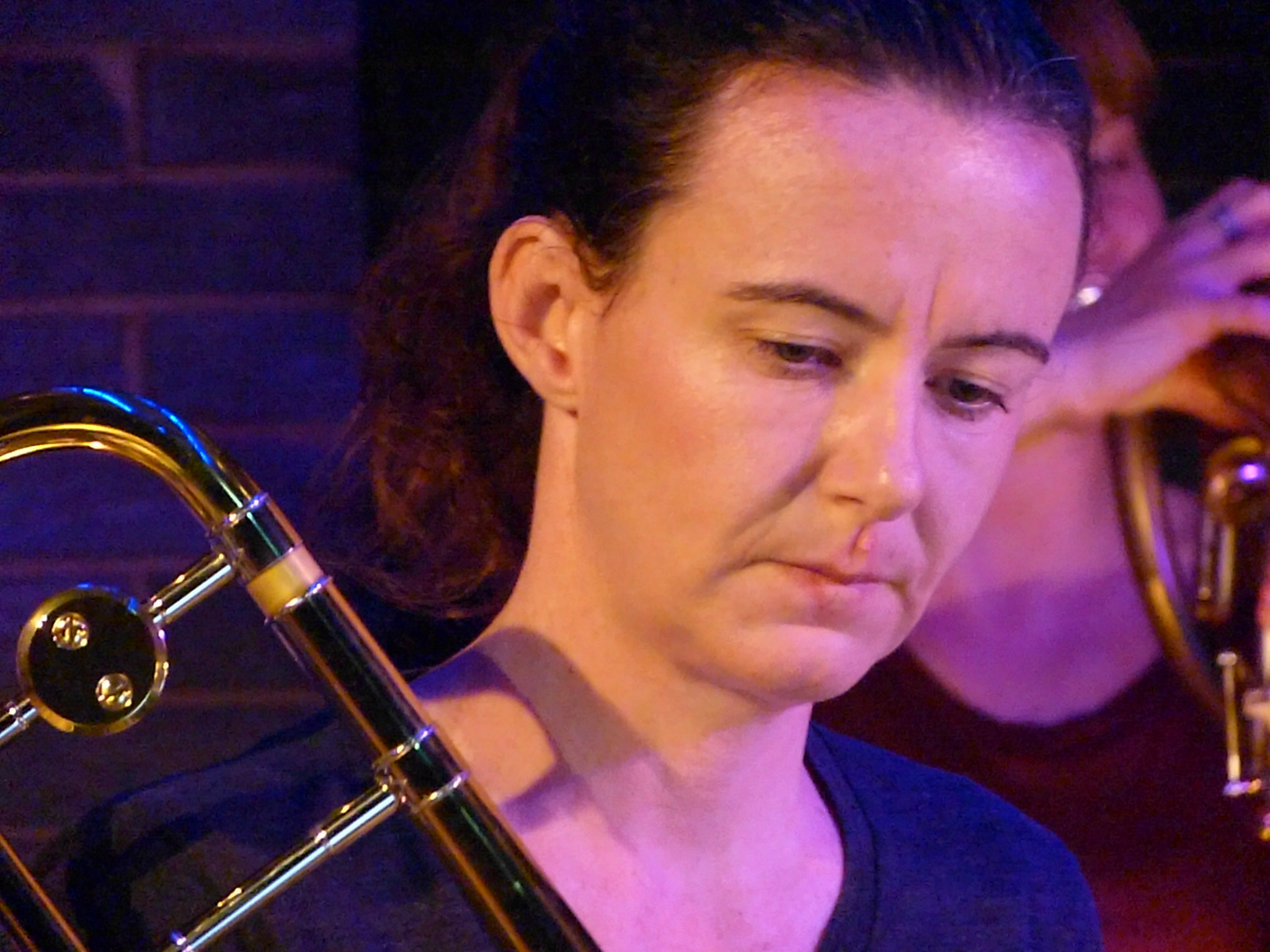
Shannon Barnett 2018 im Subway

Shannon Barnett (* 1982 in Traralgon, Australien) ist eine australische Musikerin des Modern Jazz (Posaune, Komposition).

## Leben und Wirken
Barnett absolvierte 2005 ein Bachelor-Studium am Victorian College of the Arts. Ab 2011 studierte sie bis zum Master an der State University of New York.
Zunächst spielte sie in Gruppen wie Vada, The Vampires und der Bennetts Lane Big Band. Auch trat sie mit dem Australian Art Orchestra, Barney McAlls Mother of Dreams and Secrets (mit Kurt Rosenwinkel, Charlie Haden), Flap! und dem Sextett von Paul Grabowsky auf. Ihre Vielseitigkeit stellte Barnett unter anderem bei Weltmusik-Projekten mit der australischen Gruppe The Black Arm Band und dem Tatana Village Choir aus Papua-Neuguinea unter Beweis; 2010 arbeitete sie auch als Zirkusmusikerin im experimentellen Circus Oz.
2010 veröffentlichte sie ihr Debütalbum. Nach ihrem Umzug nach New York City 2011 trat Barnett dort mit Musikern wie Jon Faddis, Darcy James Argue, Cynthia Sayer oder Dee Dee Bridgewater auf. Von 2014 bis 2018 war sie Mitglied der WDR Big Band Köln. Auch gehört sie zum Large Ensemble von Jan Schreiner und der Big Band Hendrika Entzian +. Neben dem Shannon Barnett Quartet ist sie Bandleaderin des Projekts Wolves and Mirrors, dem Heidi Bayer an der Trompete, Elisabeth Coudoux am Cello und Thomas Sauerborn als Drummer angehören und sie selbst als Posaunistin und Sängerin (als Download bei Klaeng Records 2021). Seit April 2019 lehrt sie als Professorin an der Hochschule für Musik und Tanz Köln.
Barnett trat auf vielen australischen Festivals auf und tourte unter anderem in Schweden, Dänemark, Norwegen und Mexiko. Sie ist auch auf Alben von Murphy’s Law, The Bamboos, The Black Arm Band, Andrea Keller, der Echoes of Swing, Jürgen Friedrichs Semi Song (2022) und Tamara Lukasheva zu hören.

## Preise und Auszeichnungen
Barnett erhielt 2004 ein Kompositionsstipendium des Australia Council; das resultierende Werk führte sie mit der Sängerin Gian Slater auf dem Melbourne Women’s International Jazz Festival im selben Jahr auf. 2007 wurde sie bei den Bell Awards als „Young Australian Jazz Artist of the Year“ ausgezeichnet. Ihr Debütalbum Country wurde als „bestes Jazz Album des Jahres“ für die AIR Awards 2010 und für die ABC Limelight Awards 2011 nominiert. 2020 wurde Barnett mit dem WDR Jazzpreis in der Kategorie Improvisation ausgezeichnet, 2022 mit dem Deutschen Jazzpreis.

## Diskographische Hinweise
- Shannon Barnett Quartet Country (Which Way Music 2009, mit Nashua Lee, Christopher Hale, Ben Hendry)
- Shannon Barnett Quartet Hype (Double Moon Records 2017, mit Stefan Karl Schmid, David Helm, Fabian Arends)[7]
- Shannon Barnett Quartet Bad Lover (Toy Piano Records 2022, mit Stefan Karl Schmid, David Helm, Fabian Arends)[8]